# Varanus yuwonoi
Il varano tricolore (Varanus yuwonoi Harvey e Barker, 1998) è una specie della famiglia dei Varanidi originaria dell'isola indonesiana di Halmahera. Appartiene al sottogenere Euprepiosaurus.

## Descrizione
V. yuwonoi può raggiungere una lunghezza totale di 150 cm. La testa è di color giallo zolfo sui lati e giallo-verde sulla sommità; il collo è nero. Il resto del corpo e le zampe posteriori sono nere, macchiettate di turchese o verde; i fianchi, le zampe e le dita sono verdi o turchesi. La base della coda è verde-giallastra o color pistacchio dorsalmente e azzurra lateralmente e posteriormente; la coda è blu cobalto.

## Distribuzione e habitat
L'areale del varano tricolore comprende solamente parte delle foreste pluviali di Halmahera.

## Biologia
Le nozioni inerenti alla biologia di questa specie scoperta piuttosto di recente sono pressoché sconosciute.